# 河流冰川地形

冰川退縮時造成的地貌：esker (蛇形丘), kame (冰砾阜), kettles(锅穴), floodplain(泛滥平原), terminal moraine (终碛), drumlin (鼓丘)

河流冰川地形（英語：Fluvioglacial landforms or glaciofluvial landforms）是指由於冰川融水引起的侵蝕作用和沈積形成的地形。冰川内含有懸浮沉積物，其中大部分是從下面的陸地上刮磨下來的。地形侵蝕包括挖掘、磨損和融水等過程。除了機械作用，冰川融水對基岩的侵蝕也包含和化學過程。在冰川表面和內部都能發生河流冰川侵蝕。冰川內所含的沉積物在冰川融化或消退才能出露出來。

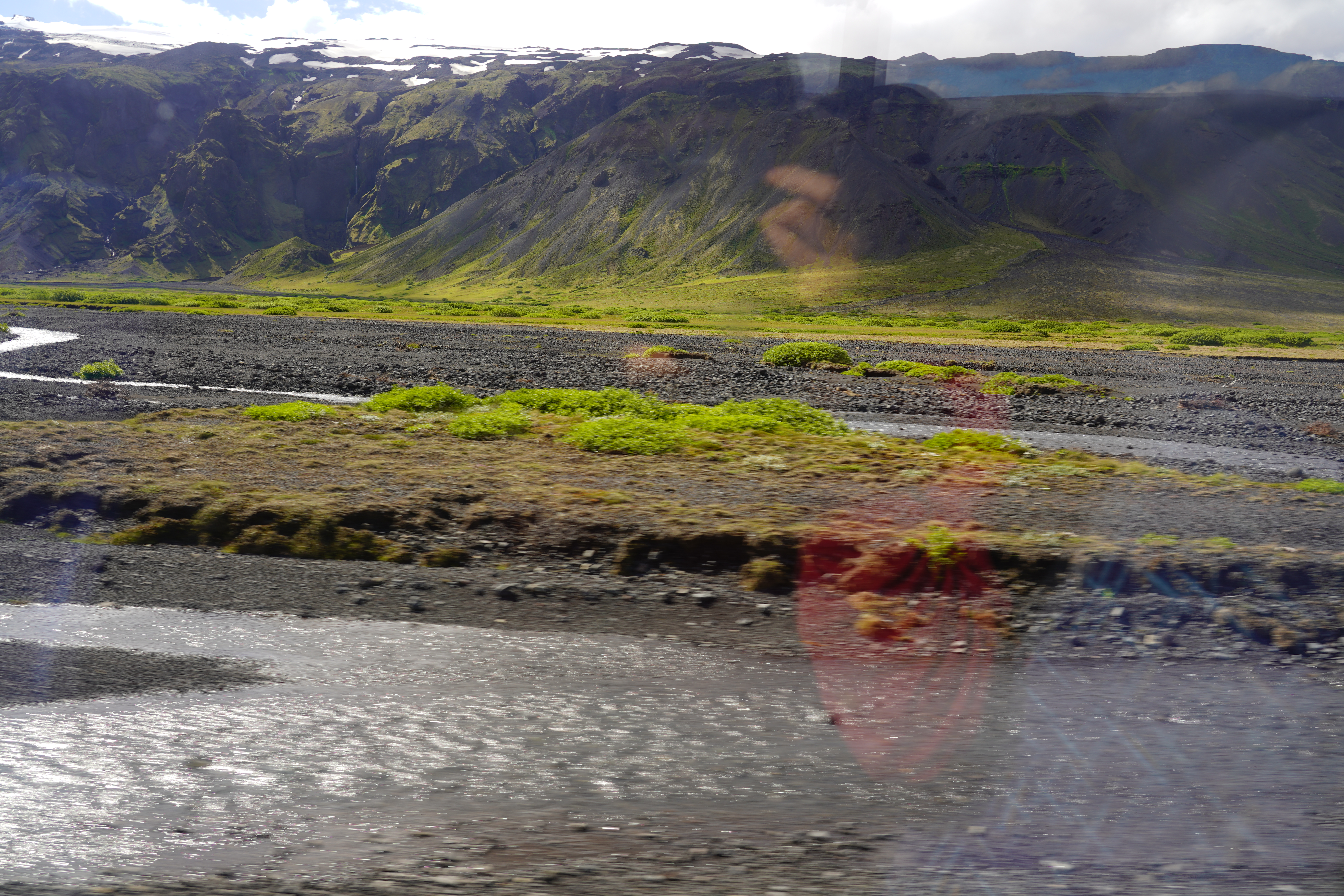
冰川沖刷平原. 地點：Thórsmörk

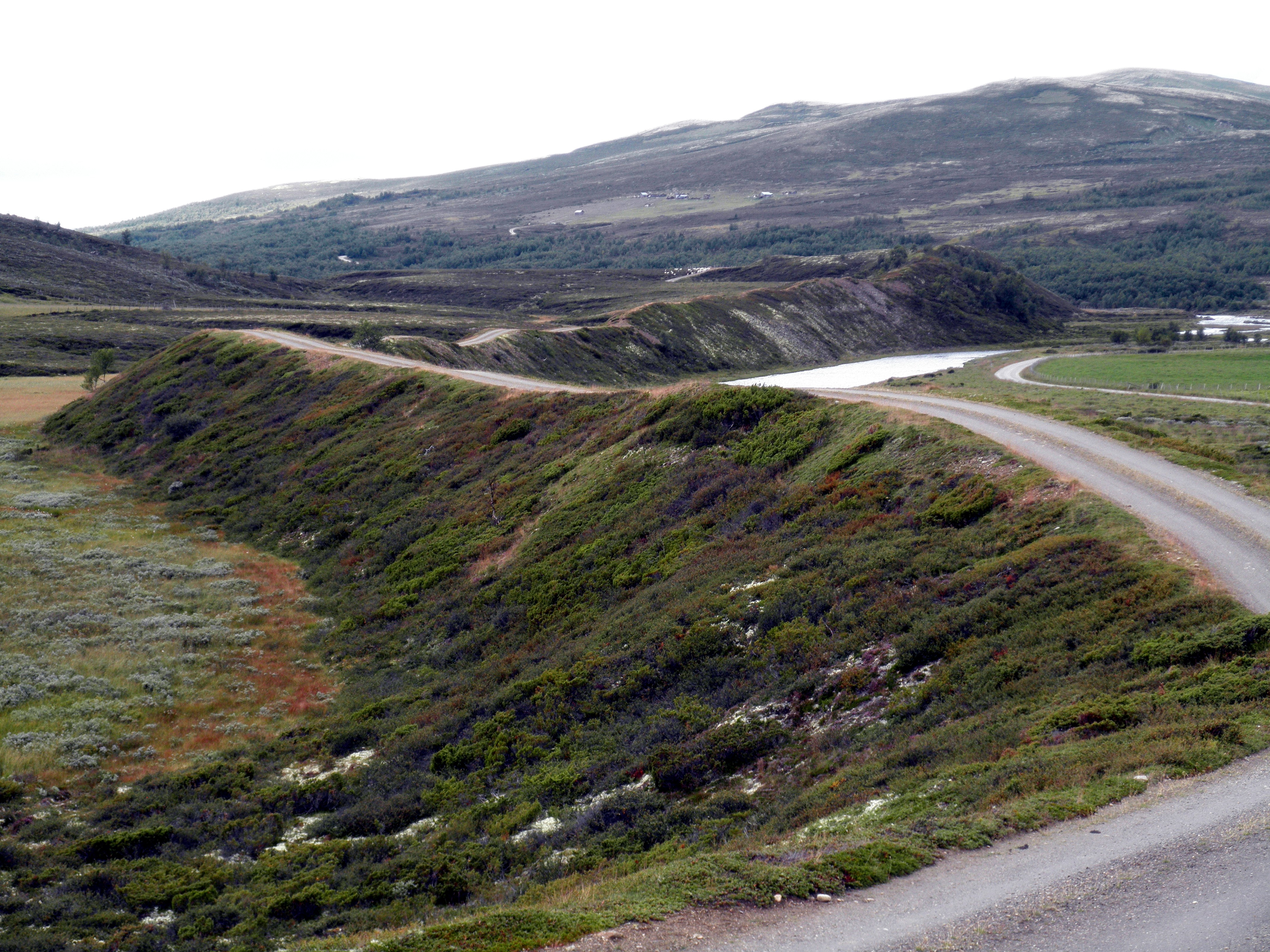
蛇形丘。地點：挪威

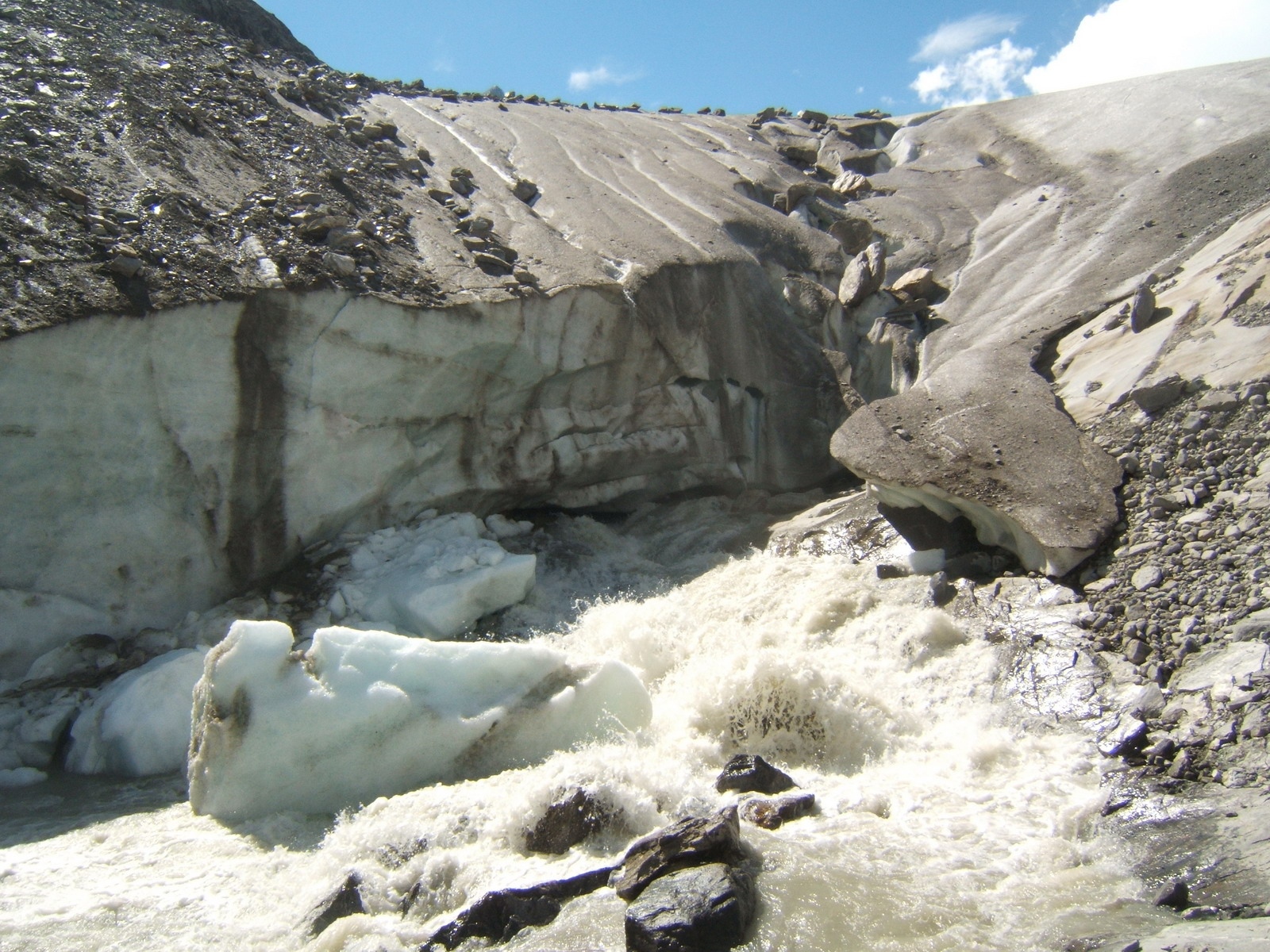
澳洲 Schlatenkees 冰川口

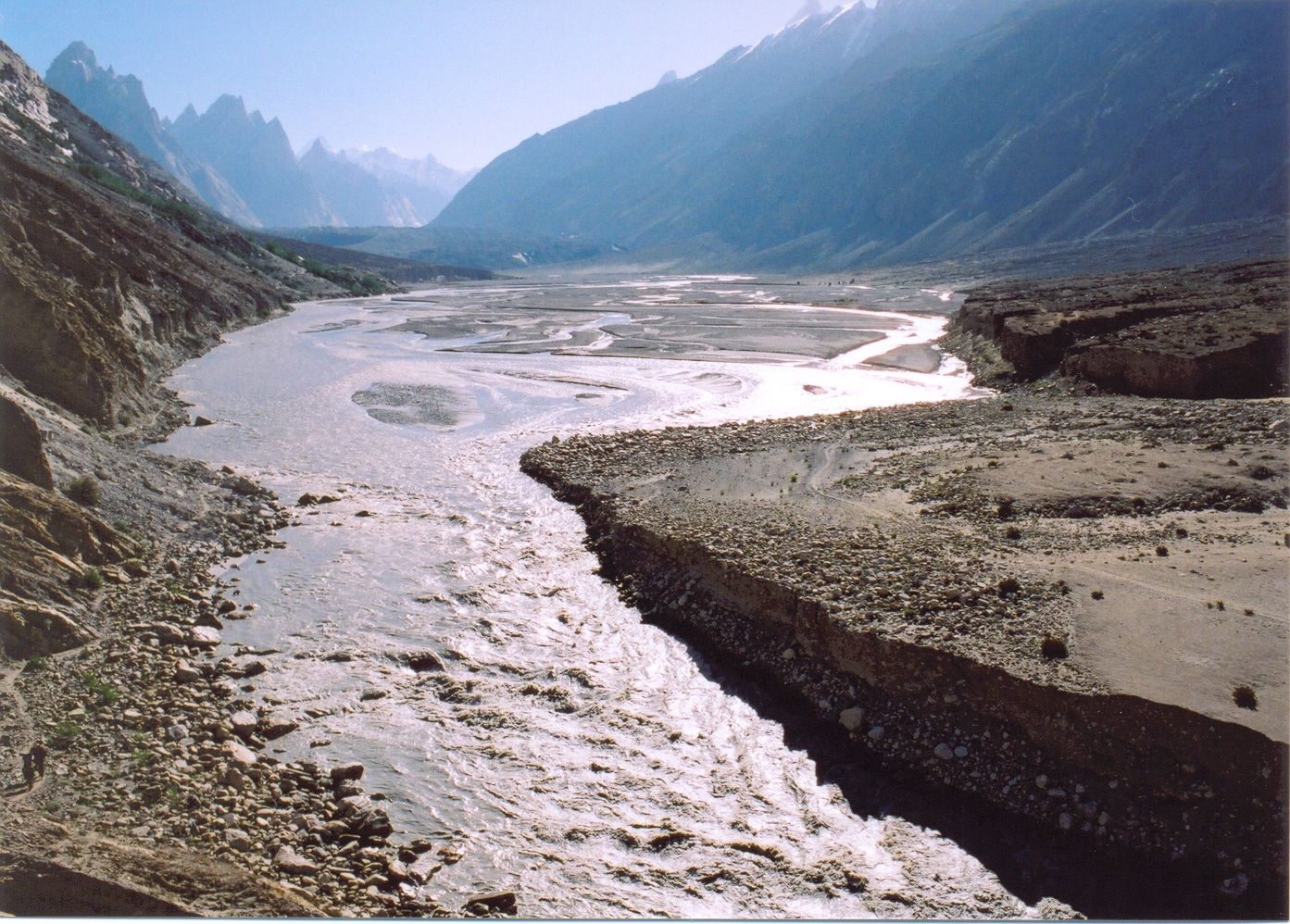
Baltoro 冰川底下的Braldu河。地點：巴基斯坦

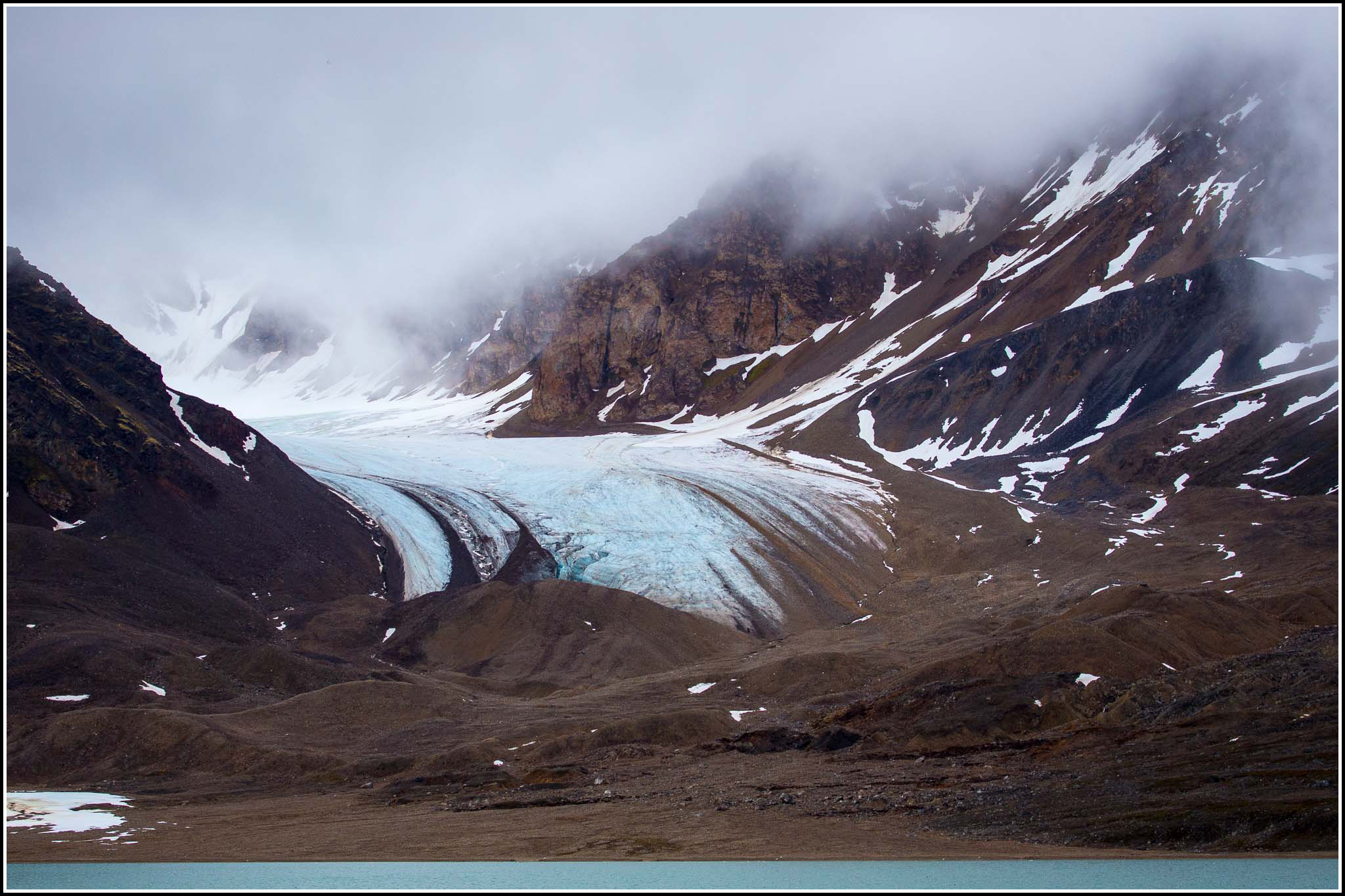
终碛。地點 ：Tinayrebukta

在溫暖的季節，由冰川形成的融水流，有冰上溪流，即冰川表面以上的溪流，及冰下溪流，即冰川表面下的溪流。由於冰川的巨大重量，在冰川和底層陸表的交界處，能導致冰融化並產生冰下融水流。這些冰下融水流，在冰川本身重量壓力下，能夠侵蝕地表並隨著冰川的前進輸送沉積物。在溫暖的季節，冰川後退后。便留下了所繫帶的沉積物。冰川的前進和後退，就造成一系列的地貌

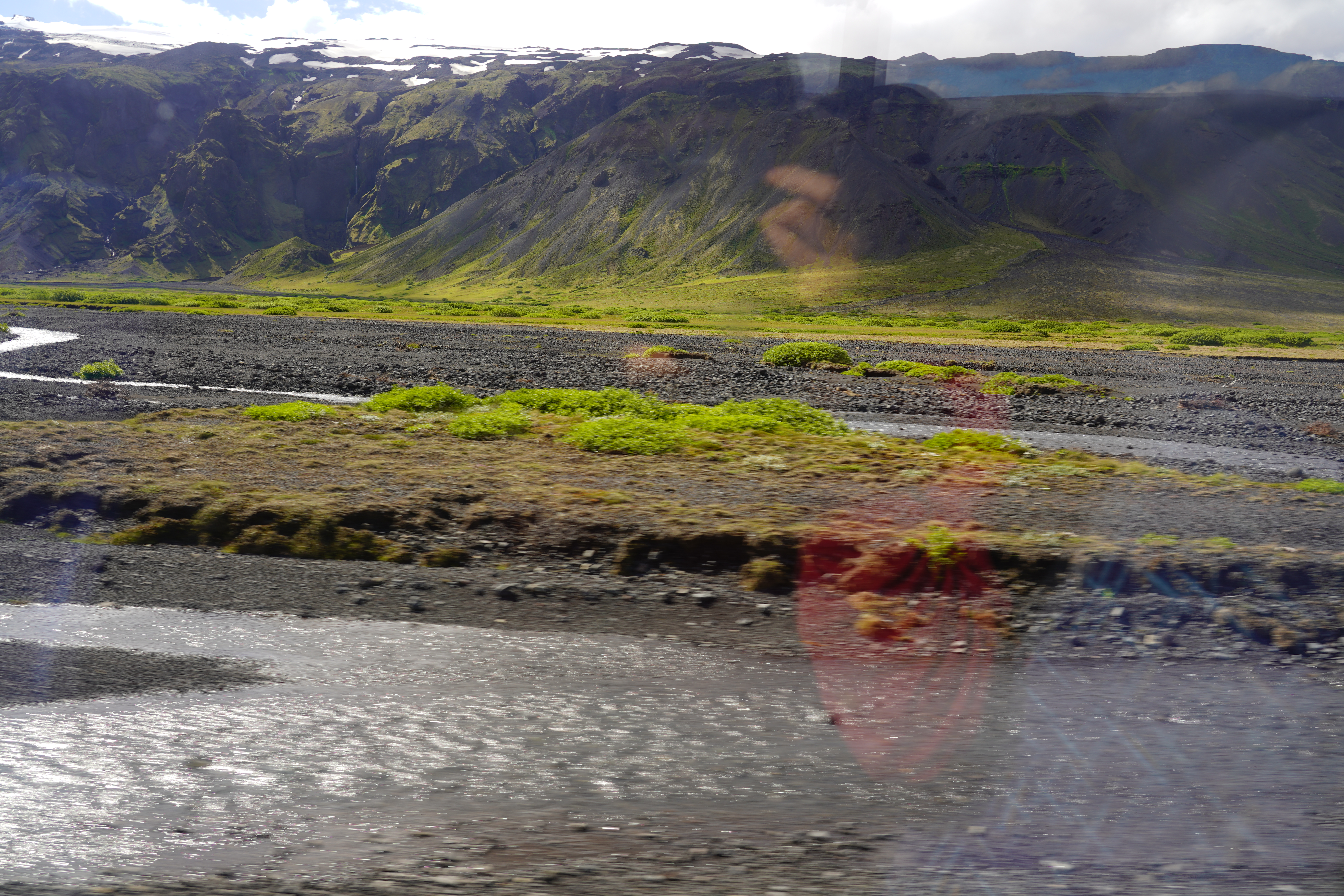
Thórsmörk glacial outwash plain

，包括沖刷平原。季候泥，冰磧, 冰砾阜, 锅穴, 蛇形丘, 鼓丘, 冰前湖.

## 參看
- 季候泥
- 冰磧
- 冰砾阜
- 锅穴
- 蛇形丘
- 鼓丘
- 冰前湖